# Semibirthama rotundata
Semibirthama rotundata är en fjärilsart som beskrevs av Erich Martin Hering 1928. Semibirthama rotundata ingår i släktet Semibirthama och familjen snigelspinnare. Inga underarter finns listade i Catalogue of Life.